# Platycephala planifrons
Platycephala planifrons är en tvåvingeart som först beskrevs av Fabricius 1798.  Platycephala planifrons ingår i släktet Platycephala och familjen fritflugor. Arten är reproducerande i Sverige. Inga underarter finns listade i Catalogue of Life.

## Bildgalleri

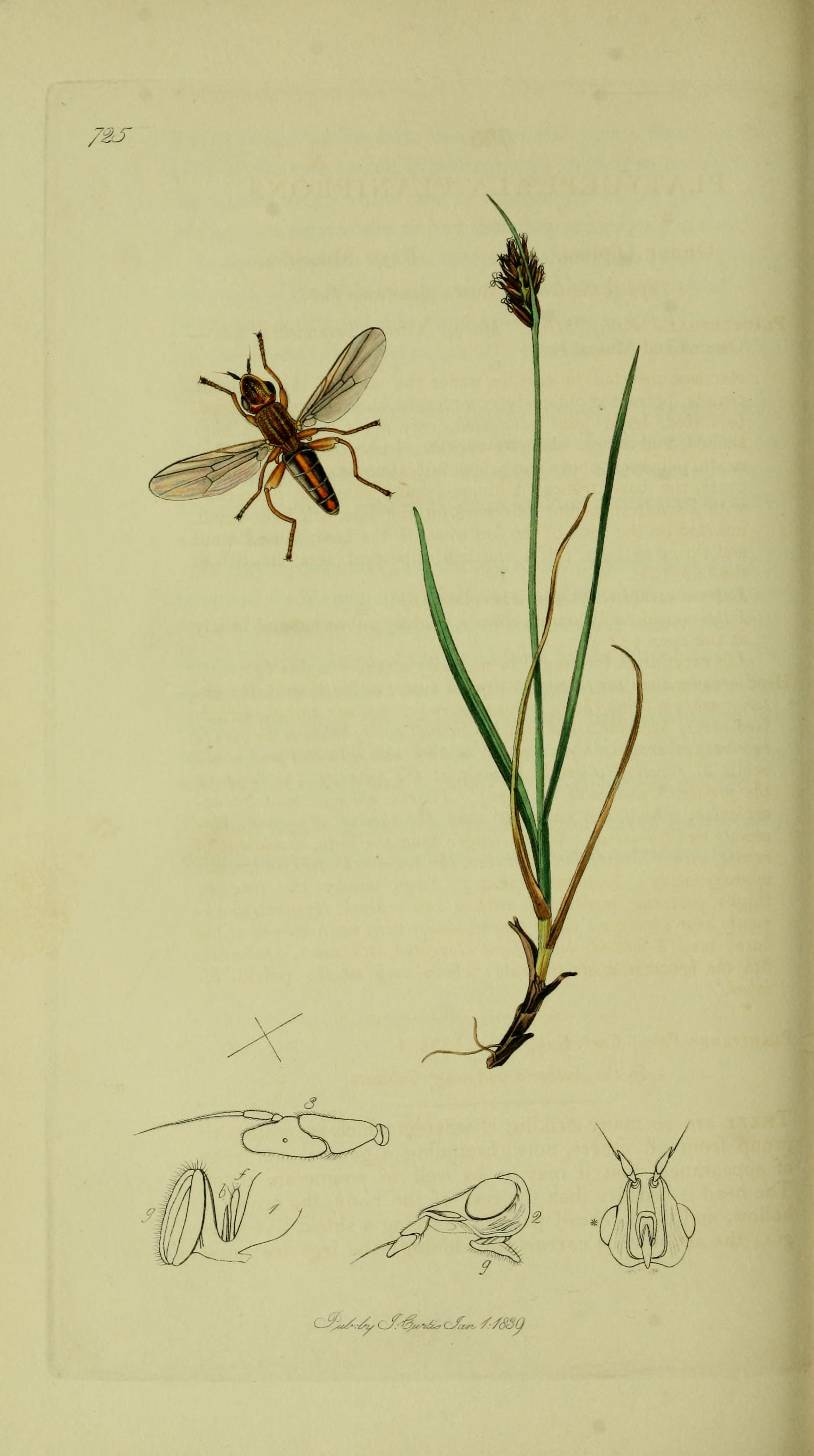